# Sceloglaux
Sceloglaux is een geslacht van uitgestorven vogels uit de familie uilen (Strigidae). De volgende soort is ooit bij dit geslacht ingedeeld maar wordt nu tot het geslacht Ninox gerekend:

## Soort
- † Ninox albifacies synoniem: Sceloglaux albifacies - lachuil